# 사슴벌레
사슴벌레(학명: Lucanus maculifemoratus dybowskyi)는 사슴벌레과에 속하는 곤충이다. 큰턱을 포함한 수컷의 몸길이는 50~80mm이고, 암컷의 몸길이는 25~42mm이다. 한국, 일본, 중국, 러시아, 대만에 분포하며 성충은 늦은 봄부터 초가을까지 볼 수 있다. 주로 참나무가 많은 곳에서 생활하며 주로 나무의 수액을 먹는다. 사슴벌레속(Genus Lucanus)의 유일한 한국 서식종이며 홍다리사슴벌레와 마찬가지로 저온 지역을 좋아하는 고산성 종이다. 한국에 사는 다른 사슴벌레 종류들과의 가장 큰 차이점은 마치 코끼리의 귀처럼 돌출되어 있는 수컷의 머리 뒤 부분이다. 유충은 몸의 색이 하얀색이며 잘 썩은 참나무류의 고목과 같이 습한 곳에 서식한다. 유충이 성충이 되는 데는 약 2~3년이 걸린다. 성충은 5~9월까지 볼 수 있으며, 참나무류의 수액에 모여든다. 밤에는 불빛에 날아든다.
참고로 수명은 톱사슴벌레와 비슷하다.
 2013년 Huang & Chen은 서적 <Stag Beetles of China Ⅱ>에서, dybowskyi 아종을 종으로 변경하고, taiwanus, lhasaensis 아종을 추가하였으나, 아직 학자들 간의 의견이 분분하다.

## 아종

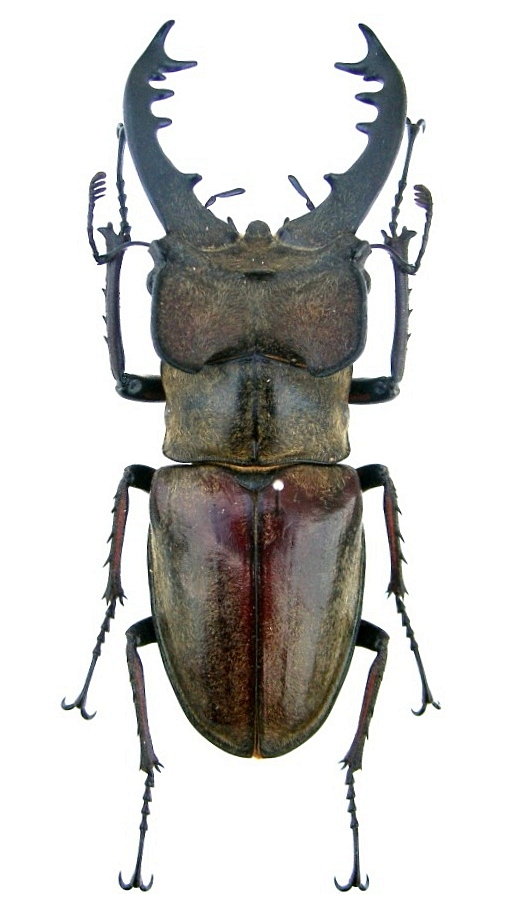
일본 아종 L. m. maculifemoratus

- 사슴벌레 (L. maculifemoratus)
  - Lucanus maculifemoratus adachii - 일본 아종.
  - Lucanus maculifemoratus boileaui 또는 Lucanus dybowskyi boileaui - 중국 티베트 아종.
  - Lucanus maculifemoratus dybowskyi 또는 Lucanus dybowskyi dybowskyi - 한국 아종.
  - Lucanus maculifemoratus ferriei - 일본 아종.
  - Lucanus maculifemoratus jilinensis - 중국 지린성 아종
  - Lucanus maculifemoratus maculifemoratus - 일본 아종, 원명아종, 모식종
  - Lucanus maculifemoratus taiwanus 또는 Lucanus dybowskyi taiwanus - 대만 아종.

## 먹이
사슴벌레는 아침과 점심에는 초식으로 나무수액과 나무진, 나무즙을 먹고 저녁과 밤이되면 곤충을 잡아먹는 육식곤충이다.(특히 나비,메뚜기,매미,모기,파리,무당벌레,잠자리,벌,개미 등)